# アルベール・シャルル・デュ・ブスケ

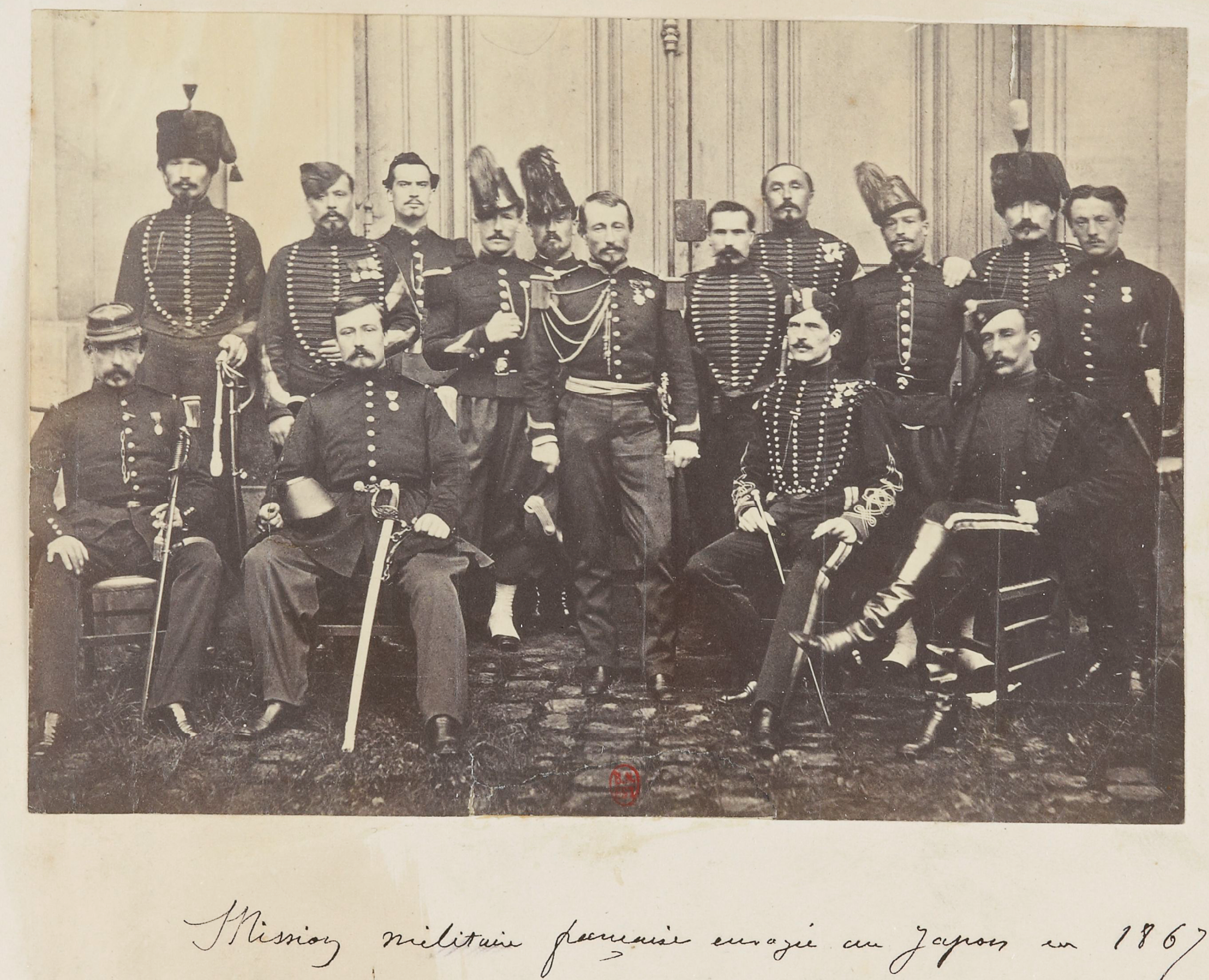
1866年、日本への出発前のフランス軍事顧問団。中央で立っているのが団長のシャルル・シャノワーヌ、その左に座っているのがデュ・ブスケ、同右側がジュール・ブリュネ。

アルベール・シャルル・デュ・ブスケ（Albert Charles Du Bousquet、1837年3月25日 - 1882年6月18日）は、フランスの軍人、後に明治政府のお雇い外国人。

## 経歴
1837年3月25日、ベルギーに生まれる。1855年、フランスに戻りサン・シール陸軍士官学校に入学、卒業後少尉に任官された。アロー戦争に従軍、1860年、英仏連合軍の北京占領にも参加した。第31歩兵連隊の歩兵中尉だった1866年、14代将軍徳川家茂の要請でナポレオン3世が派遣した、シャルル・シャノワーヌ大尉を隊長とする第一次遣日フランス軍事顧問団に選ばれた。ジュール・ブリュネとは異なり、箱館戦争には参加しなかったが、政治や軍事についての情報などを顧問団を抜けたブリュネに送り届け手助けしていた。
幕府崩壊により軍事顧問団は解雇されたが、デュ・ブスケは帰国せず、フランス公使館の通訳として日本に残った。1870年（明治3年）、兵部省兵式顧問に採用され御雇い外国人となった。同年2月、大蔵少輔 伊藤博文、大蔵官僚 渋沢栄一から製糸業の専門家を紹介するように富岡製糸場の機械購入・技師招聘の相談を受け製糸技師ポール・ブリューナを推薦した。ブリュナはリヨンの絹業会で仕事をした後、横浜で日本から輸入する絹を検品する検査官の職にあった。1871年（明治4年）には翻訳官として元老院の前身である左院に雇用された。以後元老院の国憲按起草の資料などを含め、100以上の法律、軍事などのフランス資料を翻訳したほか、条約改正交渉に関して助言・建議した。当時の資料ではジブスケと呼ばれている。
1876年（明治9年）、日本女性田中はなと結婚、6子をもうけた。日本政府との契約が満期完了した後も、フランス領事として日本に留まり、1882年（明治15年）6月18日に東京で死亡した。墓地は青山霊園、墓碑には「治部輔」と刻まれている。デュ・ブスケの棺には4人が付き添ったが、そのうちの一人はアーネスト・サトウであった。